# Bas-Limbé
Bas-Limbé (Haitianisch-Kreolisch Ba Lenbe) ist eine Gemeinde im Département Nord von Haiti.

## Geschichte
Bas-Limbé war bis zur Erlangung des eigenen Status als Gemeinde bis 1976 Teil der Gemeinde Limbé.

## Lage und Beschreibung
An der Baie de l’Acul gelegen, erstreckt sich das Gebiet der Gemeinde entlang deren Stränden. Im Norden vorgelagert ist die Insel Île Caramel, die eine Fläche von weniger als einem Viertelquadratkilometer hat.
Im Osten der Gemeinde liegt der 638 Meter hohe Berg Morne Deux-Têtes.
Neben dem Stadtzentrum Ville de Bas-Limbé bestehen zwei Gemeindebezirke:
1. Garde Champêtre mit Beaulieu, Bellevue, Binguy, Canot, Dévot, La Hatte, Sidurant, Simonette und Tammas sowie
2. Petit Howars mit Blain, Bois d'Eau, Corail, Diotin, Jonka, Lantage, Lassalli, Lorman, Montreuil, Petit-Bourg-du-Limbé, Revesso, Savane Coq und Tutol.

Bas-Limbé ist über die durch Limbé verlaufende Route Nationale RN-1 an das Straßensystem Haitis angeschlossen.